# Club Canottieri Italiani
Il Club Canottieri Italiani è una società polisportiva argentina con sede nella città di Tigre, nella provincia di Buenos Aires. La sede è situata in una palazzina costruita dall'architetto Gaetano Moretti in stile neogotico veneziano.

## Storia
La società il 1º gennaio 1910 fu fondata da alcuni membri dell'élite della collettività italiana emigrata in Argentina, dietro precisa richiesta di Luigi Amedeo di Savoia-Aosta, duca degli Abruzzi. Egli infatti aveva assistito ad una regata a cui avevano preso parte diversi club espressione delle tante collettività immigrate nel paese sudamericano. Tuttavia gli era saltata all'occhio l'assenza di una compagine espressione della comunità italiana, da qui quindi la richiesta di creare un nuovo circolo. Il 29 marzo 1911 fu ufficialmente inaugurata la sede del club.
Durante le Olimpiadi di Helsinki del 1952 il due di coppia maschile argentino, che si aggiudicò la medaglia d'oro, era formato da Tranquilo Cappozzo e da Eduardo Guerrero, entrambi atleti della Canottieri Italiani.